# إيجي أوتسوكا
إيجي أوتسوكا (باليابانية: 大塚英志) (1958، طوكيو في اليابان)؛ مانغاكا، ناقد وروائي ياباني. درس في جامعة تسوكوبا.